# 31. America’s Cup
Der 31. America’s Cup war ein Segelwettkampf im neuseeländischen Hauraki Gulf im Jahr 2003. Sieger war das Schweizer Team Alinghi gegen den Cupverteidiger Team New Zealand. Damit ging der Cup erstmals in der 152-jährigen Geschichte des America’s Cup an ein europäisches Team.

## Vorgeschichte
Beim 30. America’s Cup im Jahr 2000 verteidigte das neuseeländische Team um Russell Coutts und Peter Blake den Cup gegen den Sieger des Louis Vuitton Cup, das italienische Team Luna Rossa von Patrizio Bertelli unter dem Skipper Francesco de Angelis. Mit einem 5:0-Ergebnis war der Sieg eindeutig.
Das neuseeländische Team verfügte über äußerst geringe Finanzmittel. Somit konnte auch trotz der unmittelbaren Ankündigung auf Revanche von Bertelli, den Crew-Mitgliedern kein neuer Vertrag angeboten werden. In der Folgezeit verließen deshalb unter anderem Russell Coutts, der Taktiker Brad Butterworth sowie einige andere das neuseeländische Team. Coutts und Butterworth heuerten beim Schweizer Team Alinghi an.
Weitere Interessenten warfen im Laufe des Jahres 2000 ihren Hut in den Ring. Erstmals sollte auch ein deutsches Team, das von Michael Illbruck geleitet wurde, teilnehmen. Im Februar 2002 musste das Projekt aufgrund Geldmangels aufgegeben werden. Mit dem Oracle-Chef Larry Ellison, dem früheren AT&T-Eigentümer Craig McCaw und dem Pharma-Milliardär Ernesto Bertarelli standen zahlungskräftige Wettbewerber in den Startlöchern. Auch weitere finanzstarke Unternehmen kauften sich in Teams ein, so SAP bei Team Neuseeland und BMW bei Oracle.

## Segelrevier
Gesegelt wurde im Hauraki Gulf, rund 15 Seemeilen nördlich von Auckland. Das Revier ist geprägt von zwei gegensätzlichen Seebrisen, aus Südwest und aus Nordost. Dazu kommen noch lokale Einflüsse auf den Wind durch die Vulkaninsel Rangitoto Island sowie von Gradientenwinde. Die schnell wechselnden Verhältnisse machen die Region zu einem der schwierigsten Segelreviere der Welt.
Für die Teilnehmer war es deshalb wichtig über eine gute Wetterbeobachtung und Wettervorhersage zu verfügen. Nur so war es möglich, Vorteile aus sich ändernden Winde zu erkennen und auszunutzen.

## 6. Louis Vuitton Cup

### Boote
Gesegelt wurde mit den seit 1992 für den America’s Cup zugelassenen IACC-Yachten.

### Teams
| Teamname           | Kürzel | Verein                                  | Nation                 | Teamchef           | Skipper                                    |
| ------------------ | ------ | --------------------------------------- | ---------------------- | ------------------ | ------------------------------------------ |
| Team Alinghi       | ALI    | Société Nautique de Genève              | Schweiz                | Ernesto Bertarelli | Russell Coutts                             |
| Oracle BMW Racing  | ORA    | Golden Gate Yacht Club                  | Vereinigte Staaten     | Larry Ellison      | Paul Cayard, Chris Dickson, Peter Holmberg |
| OneWorld           | ONE    | Seattle Yacht Club                      | Vereinigte Staaten     | Craig McCaw        | Peter Gilmour                              |
| Luna Rossa (Prada) | PRA    | Yacht Club Punta Ala                    | Italien                | Patrizio Bertelli  | Francesco de Angelis                       |
| Victory Challenge  | VIC    | Gamla Stans Yacht Sallskap              | Schweden               | Jan Stenbeck       | Jesper Bank, Magnus Holmberg               |
| Team Dennis Conner | TDC    | New York Yacht Club                     | Vereinigte Staaten     | Dennis Conner      | Dennis Conner                              |
| GBR Challenge      | GBR    | Royal Ocean Racing Club                 | Vereinigtes Königreich | Peter Harrison     | Ian Walker                                 |
| Le Défi Areva      | ARE    | Union Nationale pour la Course au Large | Frankreich             | Xavier de Lesquen  | Luc Pillot                                 |
| Mascalzone Latino  | MAS    | Reale Yacht Club Canottieri Savoia      | Italien                | Vincenzo Onorato   | Vincenzo Onorato                           |

### Round Robin
In der sogenannten Round Robin segelten die Herausforderer (challenger) in Einzelrennen gegeneinander. Die erste Runde fand vom 1. bis 11. Oktober 2002 statt. Für jeden Sieg wurde ein Punkt gut geschrieben.
|                    | ALI | ORA | ONE | PRA | VIC | GBR | TDC | ARE | MAS | Ergebnis |
| Alinghi            | A   | 1   | 0   | 1   | 1   | 1   | 1   | 1   | 1   | 7        |
| Oracle BMW         | 0   | A   | 0   | 1   | 1   | 0   | 1   | 1   | 1   | 5        |
| OneWorld           | 1   | 1   | A   | 1   | 1   | 1   | 1   | 1   | 1   | 8        |
| Prada              | 0   | 0   | 0   | A   | 1   | 1   | 0   | 1   | 1   | 4        |
| Victory Challenge  | 0   | 0   | 0   | 0   | A   | 0   | 1   | 1   | 1   | 3        |
| GBR Challenge      | 0   | 1   | 0   | 0   | 1   | A   | 0   | 1   | 1   | 4        |
| Team Dennis Conner | 0   | 0   | 0   | 1   | 0   | 1   | A   | 1   | 1   | 4        |
| Le Défi Areva      | 0   | 0   | 0   | 0   | 0   | 0   | 0   | A   | 0   | 0        |
| Mascalzone Latino  | 0   | 0   | 0   | 0   | 0   | 0   | 0   | 1   | A   | 1        |

Die zweite Runde fand vom 22. Oktober bis 4. November 2002 statt. Auch diesmal wurde für jeden Sieg ein Punkt gutgeschrieben.
|                    | ALI | ORA | ONE | PRA | VIC | GBR | TDC | ARE | MAS | Ergebnis |
| Alinghi            | A   | 0   | 1   | 0   | 1   | 1   | 1   | 1   | 1   | 6        |
| Oracle BMW         | 1   | A   | 1   | 0   | 1   | 1   | 1   | 1   | 1   | 7        |
| OneWorld           | 0   | 0   | A   | 1   | 1   | 1   | 1   | 0   | 1   | 5        |
| Prada              | 1   | 1   | 0   | A   | 1   | 1   | 1   | 1   | 1   | 7        |
| Victory Challenge  | 0   | 0   | 0   | 0   | A   | 1   | 1   | 1   | 1   | 4        |
| GBR Challenge      | 0   | 0   | 0   | 1   | 0   | A   | 1   | 1   | 1   | 3        |
| Team Dennis Conner | 0   | 0   | 0   | 0   | 0   | 0   | A   | 1   | 1   | 2        |
| Le Défi Areva      | 0   | 0   | 1   | 0   | 0   | 0   | 0   | A   | 1   | 2        |
| Mascalzone Latino  | 0   | 0   | 0   | 0   | 0   | 0   | 0   | 1   | A   | 0        |

Die schon als Favoriten angesehenen Teams Alinghi, Oracle BMW und OneWorld wurden ihrer Rolle gerecht. Der letztjährige Finalist Prada scheiterte jedoch kläglich und kassierte schon in den ersten vier Rennen drei Niederlagen. Gründe vermutete man vor allem im Bootsdesign. Der Chefdesigner Doug Peterson hatte die Yacht mit einem Löffelbug versehen. Während OneWorld in der ersten Runde alle Begegnungen gewann, musste es in der zweiten Runde drei Niederlagen einstecken. Dazu kam aufgrund eines Spionage-Protestes der Abzug eines Punktes. Oracle BMW konnte sich nach Niederlagen in der ersten Runde gegen die Mitkonkurrenten Alinghi und OneWorld in der zweiten Runde steigern und verlor nur seine Wettfahrt gegen Prada. Aufgrund des schlechten Startes in den Wettkampf ersetzte Ellison den Skipper und Steuermann Peter Holmberg durch Chris Dickson. Dieser überließ jedoch nach einer Fahrt das Steuerruder Holmberg und fuhr selbst als Skipper. Vor allem Dicksons fehlende Segelpraxis war für diese Entscheidung verantwortlich. Alinghi musste in der ersten Runde eine Niederlage gegen OneWorld einstecken und in der zweiten gegen Oracle BMW. Auf die letzte Begegnung verzichtete das Team, da der Sieg der Round Robin ungefährdet war. Diese wurde als Sieg von Prada gewertet.
Die anderen fünf Teams konnten an diese Leistungen nicht anschließen. Enttäuschend war vor allem das Abschneiden des Teams um den erfahrenen Cup-Teilnehmer Dennis Conner mit zehn Niederlagen.
Das Endergebnis der Round Robins stellte sich wie folgt dar:
| Rang | Team               | Gesamtpunkte |
| ---- | ------------------ | ------------ |
| 1    | Team Alinghi       | 13           |
| 2    | Oracle BMW Racing  | 12           |
| 3    | OneWorld           | 12           |
| 4    | Luna Rossa (Prada) | 11           |
| 5    | Victory Challenge  | 7            |
| 6    | GBR Challenge      | 7            |
| 7    | Team Dennis Conner | 6            |
| 8    | Le Défi Areva      | 2            |
| 9    | Mascalzone Latino  | 1            |

### Viertelfinale
Die Viertelfinals wurden 12. – 19. November ausgefahren. Die Hoffnungsläufe wurden 23. – 30. November ausgefahren. Entgegen den vorherigen Cups wurde mit der Einführung der Hoffnungsläufe die Möglichkeit geschaffen, bei einer eventuellen Niederlage eine zweite Chance zu erhalten. Dabei wurde jedoch entsprechend den Ergebnissen in der Round Robin Unterschiede gemacht. Während die besten vier Teams eine Doppel-Chance besaßen, hatten die restlichen vier Teams nur eine einfache Chance. Notwendig für einen Sieg war der Gewinn von vier Match-Races.
Das Match zwischen den zwei favorisierten Yachten Alinghi und Prada konnten die Schweizer mit 4:0 klar für sich entscheiden. Zweimal war der Vorsprung nur gering, jedoch hatte die Alinghi-Crew ihren Gegner ständig unter Kontrolle. Auf das letzte Match verzichten die Italiener um mehr Zeit für die Verbesserung ihres Bootes zu haben. So wird unter anderem der Bug zum zweiten Mal umgebaut.
Auch das Match zwischen Oracle BMW und OneWorld führt zu einem eindeutigen Ergebnis. Vor allem dank des höheren Geschwindigkeitspotentials der Oracle BMW-Yacht sowie der veränderte Crew wurde dieses Resultat erzielt.
Um nochmals alle Reserven zu mobilisieren, bauten das französische Team Le Défi Areva ihr Schiff nochmals um. So wurde unter anderem die Kielflosse um 50 % verkleinert. Da es an Trainingsmöglichkeiten mangelte, fiel das Ergebnis trotzdem eindeutig zugunsten der Schweden aus.
Auch bei den Briten macht sich die mangelnde Erfahrung mit dem Boot und die fehlende Trainingszeit bemerkbar. Gegen die Erfahrung eines Dennis Connor und dessen schnellerer Yacht haben sie keine Chance. Kurzfristige Umbauten und Veränderungen im Team können das Ergebnis nicht retten.
Ergebnisse
| Doppelchance    | Name               | Punkte |
| --------------- | ------------------ | ------ |
| 1               | Team Alinghi       | 4      |
| 1               | Luna Rossa (Prada) | 0      |
| 2               | Oracle BMW Racing  | 4      |
| 2               | OneWorld           | 0      |
| Einfache Chance | Name               | Punkte |
| 1               | Victory Challenge  | 4      |
| 1               | Le Défi Areva      | 1      |
| 2               | GBR Challenge      | 1      |
| 2               | Team Dennis Conner | 4      |

Die Hoffnungsläufe spiegeln die Ergebnisse des Round Robin wider. Obwohl die unterlegenen Konkurrenten Victory Challenge und Team Dennis Connor immer wieder versuchen die Kontrahenten unter Druck zu setzen, scheidern sie am Ende aufgrund technischer Probleme und mangelhafter Vorbereitung.
| Hoffnungslauf | Name               | Punkte |
| ------------- | ------------------ | ------ |
| 1             | Luna Rossa (Prada) | 4      |
| 1             | Victory Challenge  | 0      |
| 2             | OneWorld           | 4      |
| 2             | Team Dennis Conner | 0      |

Zusammen mit Prada reichte Dennis Conner bereits vor den Hoffnungsläufen einen Protest wegen Spionage gegen OneWorld ein. Statt der geforderten Disqualifikation wird dem Team jedoch bei den folgenden Runden jeweils ein Sieg aberkannt.

### Halbfinale
Die Halbfinals boten je nach Paarung unterschiedliche Spannung. Alinghi konnte Oracle BMW sicher in allen Läufen kontrollieren und entschied das Halbfinale klar für sich.
Zwischen Prada und OneWorld war die Spannung jedoch wesentlich höher. Die Amerikaner hatten auf der Kreuz Vorteile, während Prada vor dem Wind schneller war. Die einzelnen Rennen waren deshalb durch häufige Positionswechsel geprägt.
Das erste Rennen konnte OneWorld gewinnen, da bei Prada der Spinnakerbaum brach. Im folgenden Lauf konnte sich dann Prada revanchieren, nur um in den nächsten drei Läufen One World wieder den Vortritt lassen zu müssen.
Die nächsten Wettfahrten mussten jedoch wegen zu starkem Winde abgesagt werden. Prada lief nun Gefahr auszuscheiden, da am Ende des Halbfinals die meisten Siege entschieden hätte, ohne dass einer vier Siege erreichte. Am letzten möglichen Wettkampftag wird noch statt der notwendigen zwei Rennen nur noch eines ausgetragen. Die bei fast irregulären Bedingungen stattfindende Wettfahrt gewinnt zwar Prada, aber muss am Ende trotzdem ausscheiden. Auch hier zeigte es sich wieder, dass Prada vor allem die häufigen Änderungen am Boot während des gesamten Louis Vuitton Cups nicht halfen und vor allem das fehlende Training zu Buche schlug.
| Halbfinale      | Name               | Punkte |
| --------------- | ------------------ | ------ |
| Doppelchance    | Team Alinghi       | 4      |
| Doppelchance    | Oracle BMW Racing  | 0      |
| Einfache Chance | OneWorld           | 3      |
| Einfache Chance | Luna Rossa (Prada) | 2      |
| Hoffnungslauf   | Oracle BMW Racing  | 4      |
| Hoffnungslauf   | OneWorld           | 0      |

Im Hoffnungslauf kann Oracle BMW OneWorld eindeutig mit 4:0 besiegen. Die einzelnen Wettfahrten verliefen äußerst knapp. OneWorld ist mit Oracle BMW ebenbürtig. Denn Sieg entscheidet letztendlich ein etwas besseres Design des Bootes, das es Oracle BMW ermöglichte, den Konkurrenten stärker unter Druck zu setzen.

### Finale
| Name              | Punkte |
| ----------------- | ------ |
| Team Alinghi      | 5      |
| Oracle BMW Racing | 1      |

Das zwischen den beiden Teams ausgetragene Halbfinale machte deutlich, dass Alinghi eindeutiger Favorit war.
Die ersten beiden Wettfahrten bei rauer See konnte Alinghi aufgrund des besseren Bootdesigns für sich entscheiden. In der zweiten Wettfahrt kam noch ein Bruch des Spinnakerbaums bei Oracle BMW dazu.
Bei der dritten Wettfahrt konnte Oracle BMW bei idealen Bedingungen für dieses Team seine Vorteile ausspielen und stand kurz vor seinem ersten Sieg. Beide Teams lagen eng zusammen. Erst zwei Strafkringel für Oracle BMW entschieden das Rennen zu deren Ungunsten.
Der einzige Sieg gelang Oracle BMW erst im vierten Rennen. Den Schweizern gelang es hierbei nicht die Amerikaner ordentlich zu decken, so dass diese vorbeiziehen konnten und gewannen.
Die fünfte Wettfahrt wurde wieder zu einer klaren Entscheidung für Alinghi.
Im sechsten Rennen erhielt Oracle BMW wieder einen Strafkringel zugesprochen. Die Amerikaner ließen jedoch alle Gelegenheiten ungenutzt und fuhren diesen erst auf der Ziellinie. Zu diesem Zeitpunkt war Alinghi schon zu nah herangekommen, so dass der entscheidende 5. Sieg an die Schweizer ging.

## America’s Cup
|                | Teamname         | Verein                           | Nation     | Skipper        | Punkte |
| -------------- | ---------------- | -------------------------------- | ---------- | -------------- | ------ |
| Verteidiger    | Team New Zealand | Royal New Zealand Yacht Squadron | Neuseeland | Dean Barker    | 0      |
| Herausforderer | Team Alinghi     | Société Nautique de Genève       | Schweiz    | Russell Coutts | 5      |

Rennen 1
Das erste Rennen erfolgte bei gutem Wetter und etwas rauer See. Die Vorstartphase gingen die Neuseeländer etwas vorsichtig an. Schon auf der ersten Kreuz lagen die Kontrahenten gleich auf, als immer mehr Wasser in das Schiff der Neuseeländer eindrang. Insgesamt flossen rund sechs Tonnen Wasser ins Boot und führten zu Folgeschäden. Nur 25 Minuten nach dem Start brach die Großbaumnock, und Alinghi konnte den ersten Sieg für sich verbuchen.
Rennen 2
Das zweite Rennen begann mit einem Vorstartduell, bei dem Alinghi vor allem die Allroundtauglichkeit des Bootes ausspielen konnte. Da das neuseeländische Boot vor allem auf Geschwindigkeit ausgelegt war, hatte es im Nahkampf Schwierigkeiten. Im weiteren Verlauf lagen die Boote dichtauf. Trotz eines zwischenzeitlichen Vorsprungs der Neuseeländer von 34 Sekunden konnte Alinghi immer wieder aufholen. An der letzten Wende setzte Coutts einen Tack jibe set und konnte dann kurz vor dem Ziel überholen und mit 7 Sekunden Vorsprung gewinnen.
Rennen 3
Im dritten Rennen machten die Neuseeländer einen Fehler und entschieden sich für die falsche Seite des Kurses. Die Schweizer konnten zwischenzeitlich einen Vorsprung von 150 m herausfahren und auch ins Ziel retten.
Rennen 4
Für das vierte Rennen kam statt des Taktikers Hamish Pepper der Franzose Bertrand Pacé an Bord. Das Rennen wurde wegen schlechter Wettkampfbedingungen mehrmals verschoben. Mit dem Bruch des Mastes des neuseeländischen Bootes endete diese Wettfahrt.
Rennen 5
Auch das fünfte Rennen wurde vorzeitig durch einen technischen Defekt des neuseeländischen Bootes beendet. Nach einer missglückten Halse brach der Spinnakerbaum. Der große Vorsprung des Teams Alinghi war zu diesem Zeitpunkt nicht mehr aufholbar.